# Remco van der Schaaf
Remco Jelmer van der Schaaf (nascut el 28 de febrer de 1979 a Ten Boer, província de Groningen) és un exjugador de futbol professional neerlandès que jugava com a migcampista.

## Carrera

### Carrera de clubs
Després de jugar en juvenil per VV Omlandia i TOP Oss, Van der Schaaf començà la seua carrera professional el 1997 al SBV Vitesse, on gastà part de la temporada 1999–2000 cedit al Fortuna Sittard. Van der Schaaf signà un contracte amb el PSV Eindhoven el 2002, i fou lesionat a un partit de la UEFA Cup d el 2004 per Titus Bramble del Newcastle United FC. Van der Schaaf resignà del Vitesse en 2005, i el juliol del 2008 signà un contracte de tres anys amb el Burnley FC, alhora que rebutjava un contracte ofert pels gal·lesos del Cardiff City FC. Signà una cessió a la Superliga Danesa per a jugar en el Brøndby IF el febrer de 2009, on ha estat fins al final de la temporada 2008-09.

### Carrera internacional
Van der Schaaf ha representat a la selecció neerlandesa de futbol sub-21.